# کوپا آمریکا ۲۰۲۴
کوپا آمریکا ۲۰۲۴ چهل‌وهشتمین دورهٔ مسابقات بین‌المللی فوتبال مردان در کونمبول است. این مسابقات از ۲۰ ژوئن تا ۱۴ ژوئیهٔ ۲۰۲۴ در ایالات متحده آمریکا و توسط کونکاکاف برگزار می‌شود و با پیروزی آرژانتین یک بر صفر در مقابل کلمبیا پایان یافت.ایالات متحدهٔ آمریکا برای دومین بار است که میزبان مسابقات است، این کشور پیش‌تر در سال ۲۰۱۶ میزبانی کوپا آمریکای قرن را بر عهده داشت. تیم ملی فوتبال آرژانتین مدافع عنوان قهرمانی است. فینال کوپا آمریکای ۲۰۲۴ در تاریخ ۱۴ ژوئیه ۲۰۲۴ در ورزشگاه هارد راک در میامی گاردنز برگزارشد. تیم ملی آرژانتین با زدن گل در نیمه ی دوم وقت های اضافه در برابر تیم ملی کلمبیا قهرمان این رقابت ها شد تا بیشترین عنوان قهرمانی را در این تورنمنت کسب کند.

## کشور میزبان
انتظار می‌رفت که این مسابقات توسط اکوادور میزبانی شود. با این حال، الخاندرو دومینگز، رئیس کونمبول گفت که اکوادور نامزد شده است، اما هنوز برای سازماندهی جام انتخاب نشده است. در نوامبر ۲۰۲۲، این کشور از میزبانی مسابقات انصراف داد. پرو، ایالات متحده آمریکا و برزیل هر سه ابراز علاقه به میزبانی مسابقات کردند.

## ورزشگاه‌ها
بازی افتتاحیه در ورزشگاه مرسدس-بنز در آتلانتا برگزار شد، در حالی که فینال در ورزشگاه هارد راک در میامی گاردنز انجام خواهد شد. تاریخ تعیین ورزشگاه افتتاحیه و فینال در ۲۰ نوامبر ۲۰۲۳ بود، و دیگر ورزشگاه‌ها در ۴ دسامبر ۲۰۲۳، دو هفته پس از تایید ورزشگاه افتتاحیه و فینال، انتخاب و اعلام شدند.
| آرلینگتون، تگزاس (دالاس-فورت ورث)            | آتلانتا                                           | آستین (تگزاس)                           |
| -------------------------------------------- | ------------------------------------------------- | --------------------------------------- |
| ورزشگاه ای‌تی‌اندتی                            | ورزشگاه مرسدس-بنز                                 | Q2 Stadium                              |
| گنجایش: ۸۰٬۰۰۰                               | گنجایش: ۷۱٬۰۰۰                                    | گنجایش: ۲۰٬۷۳۸                          |
|                                              |                                                   |                                         |
| شارلوت، کارولینای شمالی                      | رادرفورد شرقی، نیوجرسی (منطقه کلان‌شهری نیویورک)   | هیوستون                                 |
| ورزشگاه بنک آو آمریکا                        | ورزشگاه متلایف                                    | ورزشگاه ان‌آرجی                          |
| گنجایش: ۷۴٬۸۶۷                               | گنجایش: ۸۲٬۵۶۶                                    | گنجایش: ۷۲٬۲۲۰                          |
|                                              |                                                   |                                         |
| اینگلوود، کالیفرنیا (لس آنجلس بزرگ)          | سانتا کلارا، کالیفرنیا (منطقه خلیج سان فرانسیسکو) | گلندیل، آریزونا (منطقه کلان‌شهری فینیکس) |
| ورزشگاه سوفای                                | ورزشگاه لیوایز                                    | ورزشگاه دانشگاه فینکس                   |
| گنجایش: ۷۰٬۲۴۰                               | گنجایش: ۶۸٬۵۰۰                                    | گنجایش: ۶۳٬۴۰۰                          |
|                                              |                                                   |                                         |
| پارادایس، نوادا (لاس وگاس ولی)               | کانزاس‌سیتی، میزوری                                | کانزاس‌سیتی، کانزاس                      |
| ورزشگاه الیجنت                               | ورزشگاه اروهد                                     | ورزشگاه چیلدرنز مرسی پارک               |
| گنجایش: ۶۱٬۰۰۰                               | گنجایش: ۷۶٬۴۱۶                                    | گنجایش: ۱۸٬۴۶۷                          |
|                                              |                                                   |                                         |
| میامی گاردنز، فلوریدا (منطقه کلان‌شهری میامی) | اورلاندو (فلوریدا)                                | اورلاندو (فلوریدا)                      |
| ورزشگاه هارد راک                             | ورزشگاه اکسپلوریا                                 | ورزشگاه اکسپلوریا                       |
| گنجایش: ۶۴٬۷۶۷                               | گنجایش: ۲۵٬۵۰۰                                    | گنجایش: ۲۵٬۵۰۰                          |
|                                              |                                                   |                                         |

| - ۱ آرلینگتون، تگزاس - ۲ آتلانتا - ۳ آستین (تگزاس) - ۴ شارلوت، کارولینای شمالی - ۵ رادرفورد شرقی، نیوجرسی - ۶ گلندیل، آریزونا - ۷ هیوستون - ۸ اینگلوود، کالیفرنیا - ۹ کانزاس‌سیتی، کانزاس - ۱۰ کانزاس‌سیتی، میزوری - ۱۱ لاس وگاس - ۱۲ میامی گاردنز، فلوریدا - ۱۳ اورلاندو (فلوریدا) - ۱۴ سانتا کلارا، کالیفرنیا |

## تیم‌ها
همه ۱۰ تیم ملی کونمبول (در آمریکای جنوبی) واجد شرایط برای ورود هستند.
اعضای کونکاکاف (آمریکای شمالی و مرکزی) برای حضور در این جام رایزنی کردند.
سرانجام قرار بر این شد که شش تیم از کونکاکاف که در لیگ ملت‌های کونکاکاف بهترین نتیجه را داشته باشند، به مسابقات راه خواهند یافت. برخلاف کوپا آمریکای قرن، تیم ملی فوتبال ایالات متحده آمریکا علیرغم اینکه میزبان است، به‌طور خودکار واجد شرایط نمی‌شود.
| کونمبول (۱۰ تیم)                                                                                           | کونکاکاف (۶ تیم)                                                                                  |
| --- | ------------------------------------------------------------------------------------------------- |
| - آرژانتین (مدافع قهرمانی) - بولیوی - برزیل - شیلی - کلمبیا - اکوادور - پاراگوئه - پرو - اروگوئه - ونزوئلا | - ایالات متحده آمریکا (میزبان) - مکزیک (قهرمان کونکاکاف) - کانادا - کاستاریکا - پاناما - جامائیکا |

## مرحلهٔ گروهی

### گروه A
| رتبه | تیم      | بازی | برد | مساوی | باخت | گل زده | گل خورده | گل تفاضل | امتیاز | صلاحیت           |
| ---- | -------- | ---- | --- | ----- | ---- | ------ | -------- | -------- | ------ | ---------------- |
| ۱    | آرژانتین | ۳    | ۳   | ۰     | ۰    | ۵      | ۰        | ۵+       | ۹      | صعود به دور حذفی |
| ۲    | کانادا   | ۳    | ۱   | ۱     | ۱    | ۱      | ۲        | ۱−       | ۴      | صعود به دور حذفی |
| ۳    | شیلی     | ۳    | ۰   | ۲     | ۱    | ۰      | ۱        | ۱−       | ۲      |                  |
| ۴    | پرو      | ۳    | ۰   | ۱     | ۲    | ۰      | ۳        | ۳−       | ۱      |                  |

### گروه B
| رتبه | تیم      | بازی | برد | مساوی | باخت | گل زده | گل خورده | گل تفاضل | امتیاز | صلاحیت           |
| ---- | -------- | ---- | --- | ----- | ---- | ------ | -------- | -------- | ------ | ---------------- |
| ۱    | ونزوئلا  | ۳    | ۳   | ۰     | ۰    | ۶      | ۱        | ۵+       | ۹      | صعود به دور حذفی |
| ۲    | اکوادور  | ۳    | ۱   | ۱     | ۱    | ۴      | ۳        | ۱+       | ۴      | صعود به دور حذفی |
| ۳    | مکزیک    | ۳    | ۱   | ۱     | ۱    | ۱      | ۱        | ۰        | ۴      |                  |
| ۴    | جامائیکا | ۳    | ۰   | ۰     | ۳    | ۱      | ۷        | ۶−       | ۰      |                  |

### گروه C
| رتبه | تیم                     | بازی | برد | مساوی | باخت | گل زده | گل خورده | گل تفاضل | امتیاز | صلاحیت           |
| ---- | ----------------------- | ---- | --- | ----- | ---- | ------ | -------- | -------- | ------ | ---------------- |
| ۱    | اروگوئه                 | ۳    | ۳   | ۰     | ۰    | ۹      | ۱        | ۸+       | ۹      | صعود به دور حذفی |
| ۲    | پاناما                  | ۳    | ۲   | ۰     | ۱    | ۶      | ۵        | ۱+       | ۶      | صعود به دور حذفی |
| ۳    | ایالات متحده آمریکا (H) | ۳    | ۱   | ۰     | ۲    | ۳      | ۳        | ۰        | ۳      |                  |
| ۴    | بولیوی                  | ۳    | ۰   | ۰     | ۳    | ۱      | ۱۰       | ۹−       | ۰      |                  |

### گروه D
| رتبه | تیم       | بازی | برد | مساوی | باخت | گل زده | گل خورده | گل تفاضل | امتیاز | صلاحیت           |
| ---- | --------- | ---- | --- | ----- | ---- | ------ | -------- | -------- | ------ | ---------------- |
| ۱    | کلمبیا    | ۳    | ۲   | ۱     | ۰    | ۶      | ۲        | ۴+       | ۷      | صعود به دور حذفی |
| ۲    | برزیل     | ۳    | ۱   | ۲     | ۰    | ۵      | ۲        | ۳+       | ۵      | صعود به دور حذفی |
| ۳    | کاستاریکا | ۳    | ۱   | ۱     | ۱    | ۲      | ۴        | ۲−       | ۴      |                  |
| ۴    | پاراگوئه  | ۳    | ۰   | ۰     | ۳    | ۳      | ۸        | ۵−       | ۰      |                  |

## مرحله حذفی
|  | یک چهارم نهایی | یک چهارم نهایی |          |      | نیمه نهایی | نیمه نهایی |  |  | فینال | فینال |
|  |                |                |          |      |            |            |  |  |       |       |
|  | ۴ ژوئیه        |                |          |      |            |            |  |  |       |       |
|  |                |                |          |      |            |            |  |  |       |       |
|  | آرژانتین       | ۱(۴)           |          |      |            |            |  |  |       |       |
|  | آرژانتین       | ۱(۴)           | ۹ ژوئیه  |      |            |            |  |  |       |       |
|  | اکوادور        | ۱(۲)           |          |      |            |            |  |  |       |       |
|  | اکوادور        | ۱(۲)           | آرژانتین | ۲    |            |            |  |  |       |       |
|  | ۵ ژوئیه        |                | آرژانتین | ۲    |            |            |  |  |       |       |
|  |                | کانادا         | ۰        |      |            |            |  |  |       |       |
|  | ونزوئلا        | کانادا         | ۰        | ۱(۳) |            |            |  |  |       |       |
|  | ونزوئلا        |                | ۱۴ ژوئیه | ۱(۳) |            |            |  |  |       |       |
|  | کانادا         | ۱(۴)           |          |      |            |            |  |  |       |       |
|  | کانادا         | ۱(۴)           | آرژانتین | ۱    |            |            |  |  |       |       |
|  | ۶ ژوئیه        |                | آرژانتین | ۱    |            |            |  |  |       |       |
|  |                | کلمبیا         | ۰        |      |            |            |  |  |       |       |
|  | اروگوئه        | کلمبیا         | ۰        | ۰(۴) |            |            |  |  |       |       |
|  | اروگوئه        | ۱۰ ژوئیه       |          | ۰(۴) |            |            |  |  |       |       |
|  | برزیل          | ۰(۲)           |          |      |            |            |  |  |       |       |
|  | برزیل          | ۰(۲)           | اروگوئه  | ۱    |            |            |  |  |       |       |
|  | ۶ ژوئیه        |                | اروگوئه  | ۱    |            |            |  |  |       |       |
|  |                | کلمبیا         | ۰        |      | رده‌بندی    | رده‌بندی    |  |  |       |       |
|  | پاناما         | کلمبیا         | ۰        | ۰    | رده‌بندی    | رده‌بندی    |  |  |       |       |
|  | پاناما         |                | ۱۳ ژوئیه | ۰    |            |            |  |  |       |       |
|  | کلمبیا         | ۵              |          |      |            |            |  |  |       |       |
|  | کلمبیا         | ۵              | کانادا   | (۳)۲ |            |            |  |  |       |       |
|  |                |                |          |      |            |            |  |  |       |       |
|  | اروگوئه        | (۴)۲           |          |      |            |            |  |  |       |       |
|  | اروگوئه        | (۴)۲           |          |      |            |            |  |  |       |       |

## آمارها

### گلزنان
۷۰ گل  در ۳۲ مسابقه به ثمر رسید که به‌طور میانگین برابر است با ۲٫۱۹ گل به ازای هر مسابقه.
۵ گل
- لائوتارو مارتینز

۳ گل
- سالومون روندون

۲ گل
- جولیان آلوارز
- وینیسیوس جونیور
- جاناتان دیوید
- Jhon Córdoba
- لوئیز دیاز
- جفرسون لرما
- دنیل مونیوز
- José Fajardo
- فولارین بالوگان
- Maximiliano Araújo
- رودریگو بنتنکور
- داروین نونیز
- Eduard Bello

۱ گل
- لیساندرو مارتینز
- لیونل مسی
- Bruno Miranda
- لوکاس پاکتا
- رافینیا دیاز
- ساویو (بازیکن فوتبال، زاده ۲۰۰۴)
- اسماعیل کونه
- Jacob Shaffelburg
- میگل بورخا
- Richard Ríos
- خامس رودریگز
- داوینسون سانچز
- Josimar Alcócer
- فرانسیسکو کالوو
- Alan Minda
- کندری پائز
- کوین رودریگس
- جرمی سارمینتو
- میکائیل انتونیو
- خراردو آرتاگا
- César Blackman
- Eduardo Guerrero
- میشل موریو
- César Yanis
- عمر الدرته
- خولیو سزار انسیسو (بازیکن فوتبال، زاده ۲۰۰۴)
- رامون سوسا
- کریستین پولیسیک
- ماتیاس الیورا
- فاکوندو پییستری
- لوییس سوارز
- فدریکو والورده
- ماتیاس وینیا
- Jhonder Cádiz
- Eric Ramírez

### انضباطی
| بازیکن                 | Offense(s) | تعلیق(ها) |
| ---------------------- | --- | --- |
| انر والنسیا            | در Group B در مقابل تیم ملی فوتبال ونزوئلا (روز بازی ۱; ۲۲ ژوئن ۲۰۲۴)                                                                       | گروه B در مقابل تیم ملی فوتبال جامائیکا (روز بازی ۲; ۲۶ ژوئن ۲۰۲۴)                                                              |
| میگل آرائوخو           | در Group A در مقابل تیم ملی فوتبال کانادا (روز بازی ۲; ۲۵ ژوئن ۲۰۲۴)                                                                        | گروه A در مقابل تیم ملی فوتبال آرژانتین (روز بازی ۳; ۲۹ ژوئن ۲۰۲۴)                                                              |
| تیموتی وه‌آ             | در Group C در مقابل تیم ملی فوتبال پاناما (روز بازی ۲; ۲۷ ژوئن ۲۰۲۴)                                                                        | گروه C در مقابل تیم ملی فوتبال اروگوئه (روز بازی 3; July 1, 2024)                                                               |
| Adalberto Carrasquilla | در Group C در مقابل تیم ملی فوتبال ایالات متحده آمریکا (روز بازی ۲; ۲۷ ژوئن ۲۰۲۴)                                                           | گروه C در مقابل تیم ملی فوتبال بولیوی (روز بازی ۳; ۱ ژوئیه ۲۰۲۴) کوپا آمریکا ۲۰۲۴ در مقابل تیم ملی فوتبال کلمبیا (۶ ژوئیه ۲۰۲۴) |
| Manfred Ugalde         | در Group D در مقابل تیم ملی فوتبال برزیل (روز بازی ۱; ۲۴ ژوئن ۲۰۲۴) در گروه D در مقابل تیم ملی فوتبال کلمبیا (روز بازی ۲; ۲۸ ژوئن ۲۰۲۴)     | گروه D در مقابل تیم ملی فوتبال پاراگوئه (روز بازی ۳; ۲ ژوئیه ۲۰۲۴)                                                              |
| آندرس کوباس            | در Group D در مقابل تیم ملی فوتبال برزیل (روز بازی ۲; ۲۸ ژوئن ۲۰۲۴)                                                                         | گروه D در مقابل تیم ملی فوتبال کاستاریکا (روز بازی ۳; ۲ ژوئیه ۲۰۲۴)                                                             |
| Gabriel Suazo          | در Group A در مقابل تیم ملی فوتبال کانادا (روز بازی ۳; ۲۹ ژوئن ۲۰۲۴)                                                                        | Suspension to be served outside the tournament                                                                                  |
| Darwin Machís          | در Group B در مقابل تیم ملی فوتبال اکوادور (روز بازی ۱; ۲۲ ژوئن ۲۰۲۴) در گروه B در مقابل تیم ملی فوتبال جامائیکا (روز بازی ۳; ۳۰ ژوئن ۲۰۲۴) | کوپا آمریکا ۲۰۲۴ در مقابل تیم ملی فوتبال کانادا (۵ ژوئیه ۲۰۲۴)                                                                  |
| وینیسیوس جونیور        | در Group D در مقابل تیم ملی فوتبال پاراگوئه (روز بازی ۲; ۲۸ ژوئن ۲۰۲۴) در گروه D در مقابل تیم ملی فوتبال کلمبیا (روز بازی ۳; ۲ ژوئیه ۲۰۲۴)  | کوپا آمریکا ۲۰۲۴ در مقابل تیم ملی فوتبال اروگوئه (۶ ژوئیه ۲۰۲۴)                                                                 |
| جفرسون لرما            | در Group D در مقابل تیم ملی فوتبال پاراگوئه (روز بازی ۱; ۲۴ ژوئن ۲۰۲۴) in گروه D در مقابل تیم ملی فوتبال برزیل (روز بازی ۳; ۲ ژوئیه ۲۰۲۴)   | کوپا آمریکا ۲۰۲۴ در مقابل تیم ملی فوتبال پاناما (۶ ژوئیه ۲۰۲۴)                                                                  |
| ناهیتان ناندس          | در کوپا آمریکا ۲۰۲۴ در مقابل تیم ملی فوتبال برزیل (۶ ژوئیه ۲۰۲۴)                                                                            | کوپا آمریکا ۲۰۲۴ در مقابل تیم ملی فوتبال کلمبیا (۱۰ ژوئیه ۲۰۲۴)                                                                 |
| نیکلاس د لا کروز       | در کوپا آمریکا ۲۰۲۴ در مقابل تیم ملی فوتبال برزیل (۶ ژوئیه ۲۰۲۴) در کوپا آمریکا ۲۰۲۴ در مقابل تیم ملی فوتبال کلمبیا (۱۰ ژوئیه ۲۰۲۴)         | کوپا آمریکا ۲۰۲۴ در مقابل تیم ملی فوتبال کانادا (۱۳ ژوئیه ۲۰۲۴)                                                                 |
| دنیل مونیوز            | در کوپا آمریکا ۲۰۲۴ در مقابل تیم ملی فوتبال اروگوئه (۱۰ ژوئیه ۲۰۲۴)                                                                         | کوپا آمریکا ۲۰۲۴ در مقابل تیم ملی فوتبال آرژانتین (۱۴ ژوئیه ۲۰۲۴)                                                               |
| گیلرمو وارلا           | در کوپا آمریکا ۲۰۲۴ در مقابل تیم ملی فوتبال کلمبیا (۱۰ ژوئیه ۲۰۲۴)                                                                          | کوپا آمریکا ۲۰۲۴ در مقابل تیم ملی فوتبال کانادا (۱۳ ژوئیه ۲۰۲۴)                                                                 |

1. ↑  Weah was handed a two-match ban, with the second match of the suspension to be served outside the tournament.